# 木庭知時
木庭 知時（こば ともとき、1890年9月22日 - 1983年7月12日）は、日本の陸軍軍人。最終階級は陸軍少将。熊本県出身。

## 略歴
- 1913年（大正2年）5月- 陸軍士官学校卒業（25期）
- 1913年（大正2年）12月- 歩兵少尉
- 1918年（大正7年）- 歩兵中尉
- 1923年（大正12年）- 歩兵大尉
- 1931年（昭和6年）- 歩兵少佐
- 1934年（昭和9年）11月22日- 論功行賞において功四級勲四等旭日小綬章受章の報[1]
- 1936年（昭和11年）- 歩兵中佐
- 1938年（昭和13年）- 第36師団高級副官
- 1939年（昭和14年）- 歩兵大佐
- 1940年（昭和15年）- 歩兵第111聯隊長
- 1944年（昭和19年）8月- 陸軍少将
  - 9月- 第54歩兵団長
- 1947年（昭和22年）- 復員

1948年（昭和23年）1月31日、公職追放仮指定を受けた。